# Doudeauville-en-Vexin
Doudeauville-en-Vexin – miejscowość i gmina we Francji, w regionie Normandia, w departamencie Eure.
Według danych na rok 1990 gminę zamieszkiwało 216 osób, a gęstość zaludnienia wynosiła 37 osób/km² (wśród 1421 gmin Górnej Normandii Doudeauville-en-Vexin plasuje się na 686. miejscu pod względem liczby ludności, natomiast pod względem powierzchni na miejscu 622).